# Cubaris crenatus
Cubaris crenatus är en kräftdjursart som beskrevs av Lewis 1998. Cubaris crenatus ingår i släktet Cubaris och familjen Armadillidae. Inga underarter finns listade i Catalogue of Life.